# Roxbury (Nuevo Hampshire)
Roxbury es un pueblo ubicado en el condado de Cheshire en el estado estadounidense de Nuevo Hampshire. En el Censo de 2010 tenía una población de 229 habitantes y una densidad poblacional de 7,25 personas por km².

## Geografía
Roxbury se encuentra ubicado en las coordenadas 42°57′4″N 72°11′59″O / 42.95111, -72.19972. Según la Oficina del Censo de los Estados Unidos, Roxbury tiene una superficie total de 31.57 km², de la cual 30.82 km² corresponden a tierra firme y (2.39%) 0.75 km² es agua.

## Demografía
Según el censo de 2010, había 229 personas residiendo en Roxbury. La densidad de población era de 7,25 hab./km². De los 229 habitantes, Roxbury estaba compuesto por el 96.51% blancos, el 0% eran afroamericanos, el 0% eran amerindios, el 0.87% eran asiáticos, el 0% eran isleños del Pacífico, el 0% eran de otras razas y el 2.62% pertenecían a dos o más razas. Del total de la población el 1.31% eran hispanos o latinos de cualquier raza.